# حرية الدين في المملكة المتحدة
الحق في حرية الدين في المملكة المتحدة منصوص عليه في جميع النظم القانونية الثلاثة المكونة أو التأسيسية، بموجب المعاهدة والقانون القومي والأوروبي والدولي. تتشكل المملكة المتحدة من أربع قوميات أساسية، الأمر الذي يؤدي إلى طابع ديني غير متسق، وليست هناك كنيسة رسمية في المملكة المتحدة بأسرها.

## القوانين الضامنة لحرية الدين

### الاتفاقية الأوروبية لحقوق الإنسان
تضمن الاتفاقية الأوروبية لحقوق الإنسان في المادة التاسعة أن يتمتع الأشخاص بالآتي:
الحق في حرية الفكر، والقيم، والدين، ويتضمن هذا الحق الحرية في تغيير الدين أو الاعتقاد والحرية في إظهار الدين أو الاعتقاد في العبادة، والتعليم، والممارسة، والشعائر، سواء كان الفرد لوحده أو في المجتمع مع الآخرين وبشكل عام أو خاص ]...[ تُحدد حرية الشخص في إظهار دينه أو معتقده بقيود قانونية فقط تكون ضرورية في المجتمع الديمقراطي لمصلحة الأمن العام، أو للحفاظ على النظام العام والصحة والآداب العامة، أو لحماية حقوق الآخرين وحرياتهم.

### قانون حقوق الإنسان
حق حرية الدين في المملكة المتحدة ممنوح بموجب القسم 1 المادة (1)(أ) من قانون حقوق الإنسان لعام 1998 (إتش آر إيه) باعتباره «حقًّا وحريةً أساسية».

### الجمعية العامة للأمم المتحدة
في المادة 18 من الاتفاقية الدولية الخاصة بالحقوق المدنية والسياسية، التي اعتمدتها الجمعية العامة للأمم المتحدة بموجب القرار 2200 إيه (XXI) بتاريخ 16 ديسمبر عام 1966، قررت الأمم المتحدة أن:
كل فرد يجب أن يملك الحق في حرية الفكر والمعتقد والدين. يتضمن هذا الحق الحرية في اعتناق الدين أو المعتقد الذي يختاره أو تبنيه، والحرية في إظهار الدين أو الاعتقاد في العبادة، والتعليم، والممارسة، والشعائر، سواء كان الفرد لوحده أو في المجتمع مع الآخرين وبشكل عام أو خاص.
قررت لجنة الأمم المتحدة لحقوق الإنسان، التي تمثل تفرعًا للجمعية العامة، أيضًا في التعليق العام 22 في 30 يوليو عام 1993 أن الحق في حرية الدين يسري على الأديان غير التقليدية أو غير المؤسسية، بالإضافة إلى المعتقدات الإلحادية والمعادية لرجال الدين:
تحمي المادة 18 [من الاتفاقية الدولية الخاصة بالحقوق المدنية والسياسية] المعتقدات التوحيدية، وغير التوحيدية، والإلحادية، بالإضافة إلى الحق في عدم اعتناق أي دين أو معتقد. لا بد أن يُفسّر مصطلحا الاعتقاد والدين على نطاق واسع. إن تطبيق المادة 18 ليس محصورًا في الأديان التقليدية أو الأديان والمعتقدات ذات الخصائص أو الممارسات المؤسسية المشابهة للأديان التقليدية.

## الملكية
ينص قانون التسوية 1701 على أن ملك بريطانيا العظمى (لاحقًا المملكة المتحدة) «يجب أن يشارك في المناولة مع كنيسة إنجلترا». صُمم هذا القانون خصوصًا حتى يمنع الملك الكاثوليكي من الصعود إلى العرش، ولكنه في الواقع يميز ضد جميع الديانات غير البروتستانتية. استُبعد من الخلافة أو الوراثة أفرادُ الأسرة الملكية على خط الخلافة الذين تزوجوا من الروم الكاثوليك (وإن لم يكونوا من أتباع الطوائف أو المعتقدات الأخرى). بموجب أحكام قانون الوراثة لولاة العهد لعام 2013، لم يعد الزواج بكاثوليكي روماني يعزل الشخص عن الوراثة لولاة العهد؛ غير أن أحكام قانون التسوية الذي يشترط على الملك أن يكون بروتستانتيًا ما تزال نافذةً.

## الكنائس ذات المكانة الخاصة

### كنيسة إنجلترا
في إنجلترا، الكنيسة الرسمية للدولة هي كنيسة إنجلترا، والحاكم الأعلى للكنيسة هو العاهل البريطاني. كما ذُكر للتو، يُطلب من الملك «المشاركة في المناولة مع كنيسة إنجلترا». جزءًا من حفل التتويج، يؤدي الملك اليمين لـ«صيانة حرمة مستوطنة كنيسة إنجلترا والحفاظ عليها، وعلى التعاليم، والعبادة، والانضباط، والحكومة كما ينص القانون في إنجلترا» قبل أن يتوجه رجل الدين الكبير في الكنيسة، رئيس أساقفة كانتربري. يؤدي جميع رجال الدين في الكنيسة يمين الولاء للملك قبل أن يتولى منصبه.
يتمتع البرلمان بسلطة إدارة كنيسة إنجلترا، لكنه منذ سنة 1919، أناب بشكل عام هذه السلطة إلى مجمع الكنيسة العام (الذي كان يُسمى سابقًا جمعية الكنيسة). يحتفظ البرلمان بالقدرة على الاعتراض على إجراءات مجمع الكنيسة العام أو جمعية الكنيسة؛ استُخدمت هذه السلطة التي نادرًا ما يُتّكل عليها في عامي 1927 و1928 لمنع اعتماد كتاب صلاة منقح. تتطلب هذه التدابير أيضًا موافقة ملكية.
يدخل تعيين الأساقفة ورئيس أساقفة الكنيسة ضمن حدود الامتياز الملكي. في الوقت الحالي، يختار رئيس الوزراء اثنين ممن رشحتهم لجنة تتضمن أعضاء بارزين في الكنيسة. يمرر رئيس الوزراء هذا الاختيار إلى الملك. يؤدي رئيس الوزراء هذا الدور مع أنه غير مطالب بأن يكون عضوًا في كنيسة إنجلترا أو أن يكون مسيحيًا حتى؛ على سبيل المثال، كان كليمنت أتلي من اللاأدريين ووصف نفسه بأنه «غير قادر على الشعور الديني».
مع ـن كنيسة إنجلترا كنيسة راسخة، فهي لا تتلقى تمويلًا من الدولة. بدلًا من ذلك، تعتمد الكنيسة على التبرعات والأراضي والاستثمارات.

### كنيسة اسكتلندا
منذ صدور قانون كنيسة اسكتلندا لعام 1921، أصبحت الكنيسة الاسكتلندية مستقلة عن الدولة. ولكن يؤدي الملك يمينًا للحفاظ على كنيسة اسكتلندا في اجتماع مجلس المملكة الخاص بعد وصوله إلى الحكم مباشرة. يحق للملك أيضًا الحضور في الجمعية العامة لكنيسة اسكتلندا، لكنه يرسل عادة مفوضًا ساميًا لينوب عنه.

### كنيسة ويلز
منذ عام 1925، أصبحت كنيسة ويلز مستقلة عن الدولة. ولكن تلتزم الكنيسة قانونيًا تنفيذ الزواج بين الجنسين عندما يكون أحد الزوجين على الأقل قد أقام في الأبرشية لستة أشهر (ينطبق شرط مماثل على كنيسة إنجلترا).

## وكالات التبني
يُطبق قانون المساواة لعام 2006 بالتساوي على وكالات التبني العلمانية وذات الأساس الديني. فشلت وكالات التبني الكاثوليكية في التفاوض على إعفاء الوكالات ذات الأساس الديني، الذي كان سيسمح لها بالاستمرار في تسهيل التبني لدى الوالدين من جنسين مختلفين فقط.

## التعليم
طبّقت العديد من الجمعيات الطلابية الجامعية قواعد تلزم المجموعات التابعة بالسماح «لأي شخص، بغض النظر عن العقيدة أو العرق أو الجنس، بالجلوس في اللجان الحاكمة الخاصة بها ومعالجة اجتماعاتها». ومع ذلك، تقول بعض الاتحادات المسيحية إنه يجب السماح لهم بأن يُلزِموا لجانهم الحاكمة بالمشاركة في معتقداتهم.

## توفير الخدمة
في شهر مايو من عام 2008، اصطحبت ليليان لاديلي، وهي مسجلة من إزلينغتون، لندن، ربَّ عملها، وهو مجلس إزلينغتون في لندن، إلى محكمة لندن المركزية للتوظيف وبدعم مالي من المعهد المسيحي. رفضت لاديلي إقامة شراكات مدنية لأسباب دينية، وبعد شكاوى من موظفين آخرين، تم تأديبها بموجب سياسة المجلس التي تنص على الإنصاف للجميع. ادعت لاديلي تعرضها للتمييز المباشر وغير المباشر ولمضايقات في مكان عملها على أساس دينها. في شهر يوليو من عام 2008، حكمت المحكمة لصالح لاديلي، غير أن محكمة استئناف العمل نقضت هذا الحكم في ديسمبر عام 2008.
في عام 2011، حكم قاضٍ على نُزل سرير وإفطار يرفض استقبال الشركاء غير المتزوجين لصالح زوجين مثليين بموجب قانون المساواة 2010، لكنه سمح باستئناف الحكم، معلقًا أن الحكم: «يؤثر في حقوق الإنسان للمدعى عليهم في إظهار دينهم».

## التاريخ
تشكلت المملكة المتحدة على يد اتحاد الدول المستقلة سابقًا منذ عام 1707، لذا فإن أكثر المجاميع  الدينية الكبرى لم تكن لديها هياكل تنظيمية على نطاق المملكة المتحدة.

### قانون التكفير
أُلغي القانون العام الذي يعاقب على جريمة التجديف (ازدراء الدين) في عام 2008. كان جون ويليام آخر شخص مسجون بتهمة التجديف في المملكة المتحدة في عام 1922، لمقارنته يسوع المسيح بالمهرج. كانت قضية التجديف التالية في عام 1977، حين رفعت ماري وايت هاوس دعوى قضائية خاصة (وايت هاوس مقابل ليمون) ضد محرر صحيفة غاي نيوز بسبب القذف التجديفي بعد أن نشر قصيدة لجيمس كيركب  بعنوان «الحب الذي يجرؤ على ذكر اسمه». حُكم على دينس ليمون بالسجن لمدة تسعة أشهر مع وقف التنفيذ وغرامة قدرها 500 جنيه إسترليني بسبب نشر «ألفاظ نابية بذيئة» صوّرت الحب الجنسي لمسيحي روماني لجسد المسيح على الصليب. وتم تأييد الحكم في الاستئناف.

في قضية الاستئناف هذه، صرح اللورد سكارمان بأن قانون التجديف الحديث كان مصاغًا على نحو صحيح في المادة 214 من موجز ستيفنس للقانون الجنائي، الطبعة التاسعة (1950). تنص هذه المادة على الآتي:
يُعد تجديفًا كلُّ منشور يحتوي على أمر مشين، أو انتقادي، أو بذيء، أو مثير للسخرية تجاه الله أو السيد المسيح أو الإنجيل، أو صيغ كنيسة إنجلترا كما ينص القانون. ليس من التجديف التكلم بآراء معادية للدين المسيحي أو نشرها، أو إنكار وجود الله، إن كان المنشور مصاغًا بلغة لائقة معتدلة. الاختبار الذي ينبغي تطبيقه يتعلق بالطريقة التي تدعو بها المبادئ لا بجوهر المذاهب نفسها.
في عام 1996، أيدت المحكمة الأوروبية لحقوق الإنسان (القضية رقم 611/525/1995/19) فرض حظر على فيديو رؤى النشوة، وهو شريط فيديو شهواني عن راهبة من القرن السادس عشر، بناءً على انتهاكه قانون التجديف. قدرت المحكمة أن الحظر المحدود على المنشورات المبتذلة أو الفاحشة التي من شأنها أن تكون مسيئة للمؤمنين، مع إبقاء الانتقاد القانوني للدين، يتفق مع مبادئ المجتمع الديمقراطي.
أُبطلت جريمة التجديف في 8 مايو عام 2008. لكن بعض القوانين التي كانت تُعتبر تجديفية قد تكون الآن خاضغة للملاحقة القضائية بموجب تشريعات أخرى، مثل قانون النظام العام 1986 بصيغته المعدلة بقانون الكراهية العرقية والدينية لعام 2006.